# His Master's Voice

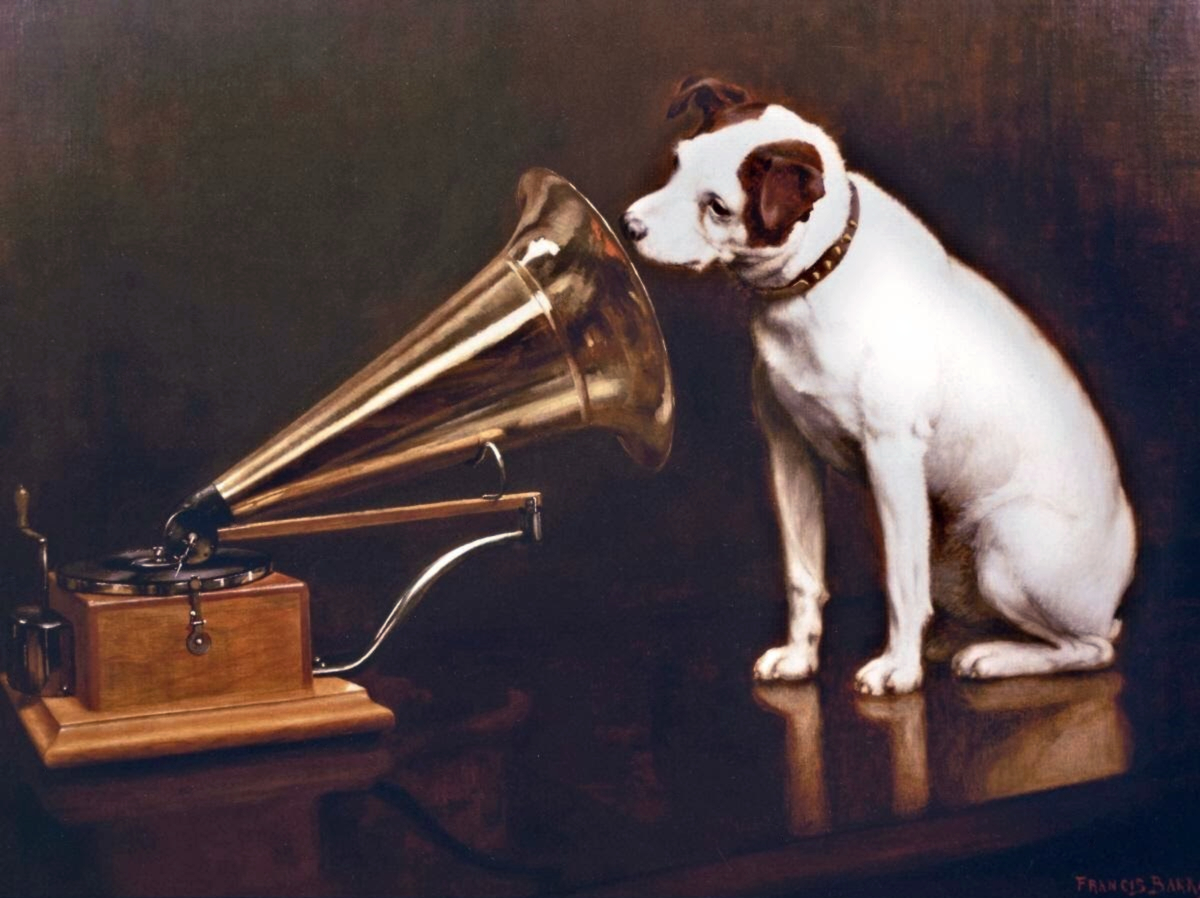
His Master's Voice (1899), por Francis Barraud

His Master's Voice (HMV) —en español, La Voz de Su Amo— fue el nombre informal de un importante sello discográfico británico creado en 1901 por The Gramophone Co. Ltd. La frase se acuñó por primera vez a finales de la década de 1890 como título para una pintura de Francis Barraud que representaba a un perro mezcla de terrier llamado Nipper escuchando un gramófono de disco de cuerda. El cuadro era una modificación de una pintura original previa de 1898, donde el perro escuchaba un fonógrafo cilíndrico. La escena del cuadro se convirtió después en una marca popular de la industria discográfica.

## El origen de la imagen de la marca

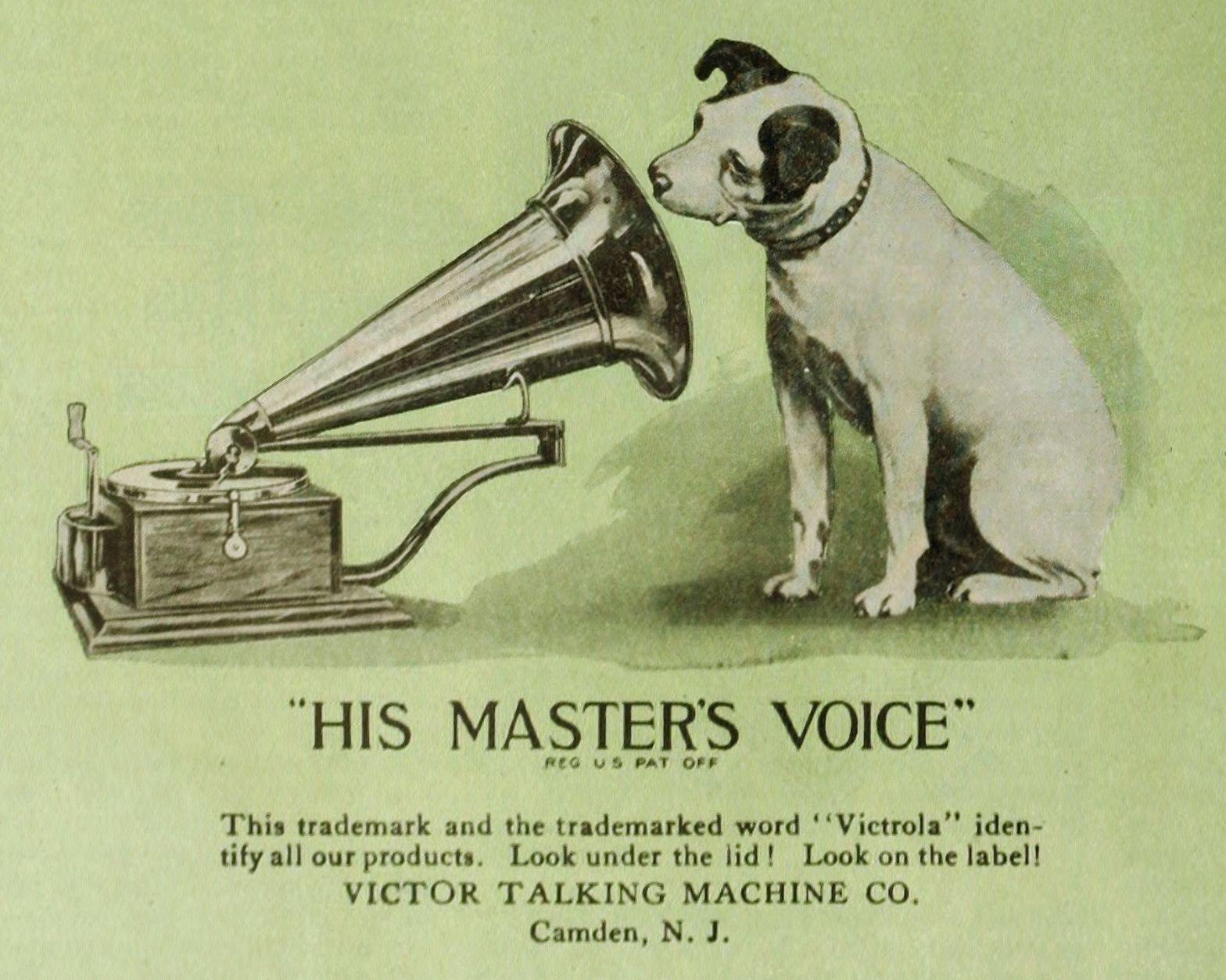
Anuncio de His Master's Voice en una revista de 1920

Su famosa imagen corporativa proviene de una pintura del artista inglés Francis Barraud, miembro de la Royal Academy of Arts, titulado His Master's Voice. Fue adquirido al artista en 1899 por la recién formada Gramophone and Typewriter Company (G & T). De acuerdo con el material publicitario contemporáneo de la empresa, el perro, un cruce de terrier llamado Nipper, había pertenecido originariamente al hermano de Barraud, Mark. Cuando Mark Barraud murió, Francis heredó la posesión de Nipper, junto a un fonógrafo de cilindro y algunas grabaciones de la voz de Mark. Francis apreció el peculiar interés que el perro tenía por la voz de su difunto amo emanando del gramófono, y concibió la idea de inmortalizar la escena sobre el lienzo. A principios de 1899, Francis Barraud obtuvo los derechos de autor sobre su propia obra. Le fue imposible vendérselos a ninguna compañía de fonógrafos de cilindro, hasta que la Gramophone Company la adquirió a finales de ese año por 100 libras esterlinas —50 por la pintura y 50 por los derechos de autor— con la condición de que Barraud la modificara para incluir una de sus máquinas de reproducción. La imagen se utilizó por primera vez en la publicidad de 1900 y copias adicionales fueron encargadas al artista para variados propósitos corporativos.
A petición del inventor del gramófono, Emile Berliner, los derechos estadounidenses del cuadro pasaron a ser propiedad de la Victor Talking Machine Company. Victor utilizó la imagen de forma más agresiva que su compañero británico, y desde 1902 todos los discos de Victor llevaban sobreimpresa el dibujo del perro y el gramófono de Barraud. Los anuncios en las revistas urgían a los compradores a que "buscasen por el perro".
Es interesante anotar que el cuadro se trata de Nipper oyendo la voz de Mark, algo que era posible con el fonógrafo original, que podía tanto grabar como reproducir, mientras que el gramófono solo podía reproducir, de manera que Nipper solo podría haber escuchado la voz de su amo si este hubiera sido un artista profesional.

## Gramophone and Typewriter Company (G & T) y su paso a His Master's Voice
En los países de la Commonwealth la Gramophone and Typewriter Company no utilizó este diseño en sus discos hasta 1909. Al año siguiente, la empresa reemplazó la marca Recording Angel de la mitad superior de sus discos por el logo del perro Nipper. La compañía nunca fue formalmente llamada HMV o His Master's Voice, pero fue identificada de esa forma debido a su uso de la marca. Los discos editados por la compañía antes de febrero de 1908 eran generalmente conocidos por los compradores como "G&Ts", mientras que los posteriores serían conocidos como discos "HMV".
Esta imagen continuó siendo utilizada como marca por Victor en los Estados Unidos, Canadá y América Latina, y más tarde por la sucesora de Victor, RCA. En los países de la Commonwealth, con la excepción de Canadá, fue utilizada por las empresas subsidiarias de la Gramophone and Typewriter Company, que finalmente pasó a formar parte de EMI. La propiedad de la marca está dividida entre diferentes compañías en diferentes países, reduciendo su valor en el mundo globalizado de la música. El nombre HMV es utilizado por una cadena de tiendas de música, principalmente en el Reino Unido, Irlanda, Canadá, Australia y Japón.
En 1921, G & T abrió su primera tienda en Londres. En 1929, Radio Corporation of America compró la Victor Talking Machine Company y, con ella, una significante parte de las acciones de la Gramophone and Typewriter Company que Victor poseía desde 1920. En 1931, RCA fue fundamental en la creación de EMI, que continuó con la posesión del nombre de His Master's Voice y la imagen en el Reino Unido. En 1935, RCA vendió su parte en EMI, pero continuó poseyendo la Victor y los derechos de His Master's Voice en Estados Unidos. La Segunda Guerra Mundial dividió la propiedad del nombre aún más cuando la subsidiaria japonesa de RCA, The Victor Company of Japan (JVC) se independizó, y aún hoy utiliza la marca Victor y Nipper únicamente en Japón. A las tiendas HMV en Canadá y Japón no se les permite aún utilizar el logotipo del perro Nipper por esta misma razón; tampoco operaban las tiendas HMV en los Estados Unidos a finales de los 90 y principio de 2000. Nipper continuó apareciendo en las grabaciones de RCA Victor en Estados Unidos mientras EMI poseía la marca His Master's Voice en el Reino Unido hasta mediados de los 80, y las tiendas HMV hasta 1998.
El mercado globalizado de discos compactos empujó a EMI a abandonar la firma HMV en favor de "EMI Classics", nombre que podía usar mundialmente; sin embargo, fue revivido para las grabaciones realizadas en los años 1990 de Morrissey. Entretanto, RCA fue en declive económico, hasta ser vendidas sus divisiones discográficas y de productos electrónicos de audio y video a sus actuales propietarios.

## El grupo HMV (distribución)

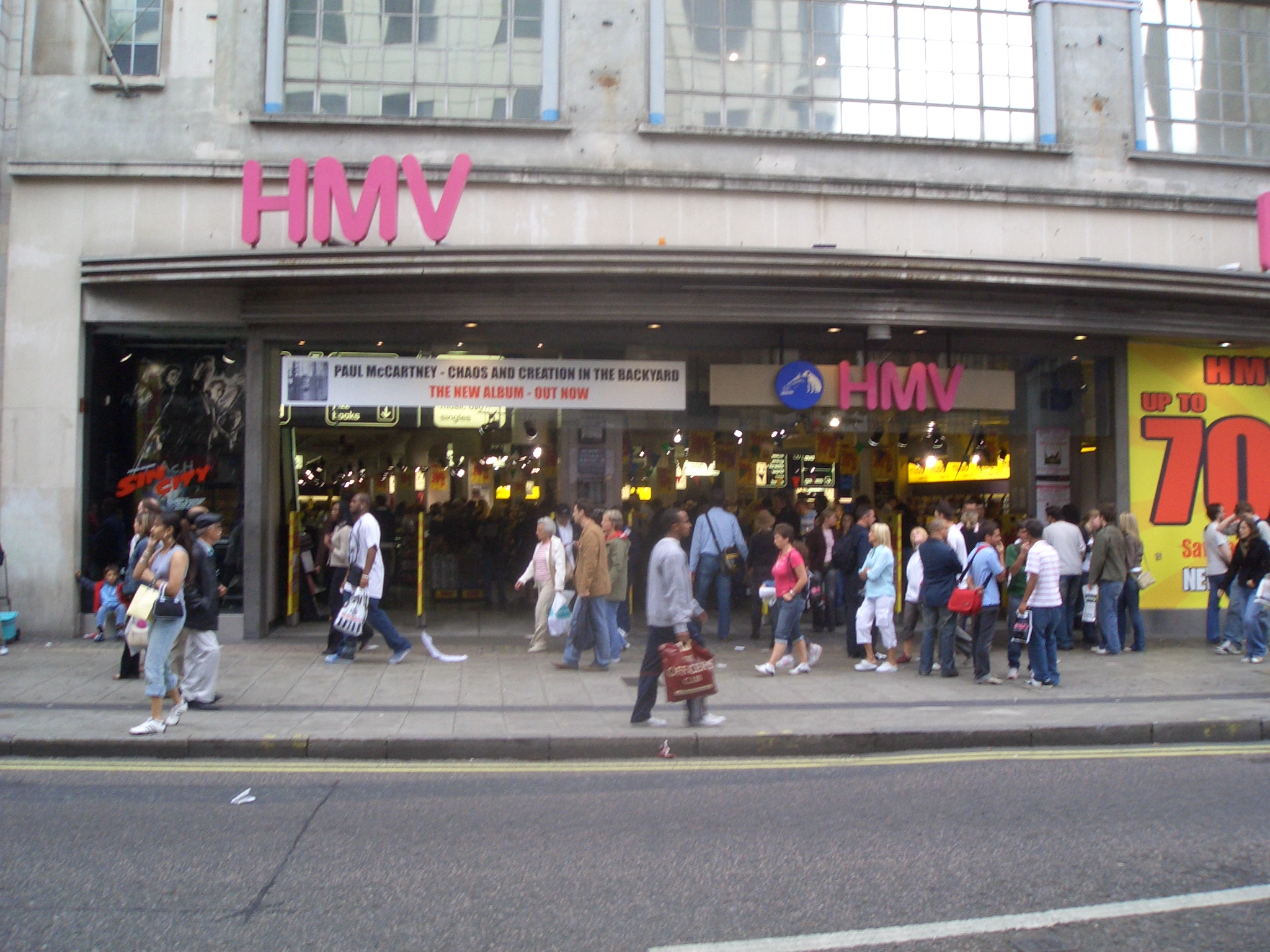
La antigua tienda insignia de HMV en la calle Oxford de Londres

El nombre HMV se utiliza aún por la cadena de tiendas fundada por la Gramophone Company en el Reino Unido, que continuó expandiéndose internacionalmente durante los 90. En 1998 HMV Media fue creada como una compañía independiente, dejando a EMI con un 43% de las participaciones. La empresa compró la cadena de librerías Waterstone's, uniéndolas con Dillons. En 2002 se lanzó en la Bolsa de Londres como HMV Group Plc., dejando a EMI con una participación simbólica. Las tiendas HMV en Australia, Irlanda y el Reino Unido también utilizan a Nipper. En 2006 se contaron más de 400 tiendas HMV en el mundo.
La imagen de His Master's Voice existe actualmente en Estados Unidos como una marca de radios y fonógrafos, una marca propiedad de la subsidiaria de Thomson SA. Con esa excepción, la imagen del perro y el gramófono de His Master's Voice es de dominio público en Estados Unidos, ya que su registro caducó en 1989 (grabaciones de sonido y fonógrafos), 1992 (televisiones y combinaciones de televisión y radio) y 1994 (reproductores de audio, agujas y grabaciones). HMV tiene un puñado de tiendas en el este de los Estados Unidos, supervisadas por los operadores canadienses de HMV. Sin embargo, el dominio de internet, aparte de otros distribuidores, tales como Wal-Mart y Best Buy hicieron que HMV abandonara el mercado estadounidense a principios de 2000. El 29 de septiembre de 2006 HMV abrió una tienda en Pasadena (California) como comienzo de su reentrada en Estados Unidos.
HMV tiene una posición especialmente fuerte en el mercado musical canadiense, con 112 tiendas en agosto de 2006 y nombrada "distribuidora canadiense del año" durante más de dos décadas. Sin embargo, HMV Canadá ha entrado en la polémica en años recientes por su prohibición de vender artistas que han firmado contratos con otras compañías; la lista de artistas afectados por este motivo incluye nombres como Alanis Morissette y The Rolling Stones.

## HMV Australia
Después de 75 años de historia de la distribución musical y con 32 tiendas en Australia, el grupo HMV decidió en septiembre de 2005 centrarse en el Reino Unido, Irlanda, Canadá y Asia, vendiendo su subsidiaria australiana a Brazin Limited por cuatro millones de libras australianas (1.7 millones de libras esterlinas).